# Мурексид
Мурексид (MX) — органический краситель, пурпурат аммония, аммиачная соль 5,5'-нитрилодибарбитуровой (пурпуровой) кислоты. Брутто-формула С8Н8N6O6*H2O (расширенно: NH4C8H4N5O6, или C8H5N5O6.NH3). Имеет пурпурно-красный цвет.

## Свойства
Тёмно-красные, коричневатые или пурпурные мелкие кристаллы с зеленоватым блеском, плохо растворим в воде и нерастворим в этаноле, диэтиловом эфире.
Молекулярная масса 238,18.

## Получение
Первоначально мурексид получали действием азотной кислоты на мочу, при нагревании и прибавлении к этой смеси аммиака или аммонийных солей.

### Стандартизация
ТУ 6-09-13-945-94

## Применение

### Красящее вещество
В начале XX века употреблялся для окрашивания хлопка, шелка и шерсти в красные тона; в настоящее время в качестве красящего вещества практически не используется.

### Индикатор
В аналитической химии — как металлоиндикатор. Индикатор для комплексонометрического определения никеля (рН 9,5—10), меди (рН 8—10), скандия (рН 2,6), кальция (рН 10,8—13,2), марганца (рН 10), тория (рН 2,5) и других ионов.